# Braches
Braches är en kommun i departementet Somme i regionen Hauts-de-France i norra Frankrike. Kommunen ligger i kantonen Moreuil som tillhör arrondissementet Montdidier. År 2022 hade Braches 205 invånare.

## Befolkningsutveckling
Antalet invånare i kommunen Braches
| Referens: INSEE |